# Масуда
34°40′30″ пн. ш. 131°50′34″ сх. д. / 34.67500° пн. ш. 131.84278° сх. д.
Масу́да (яп. 益田市) — місто в Японії, розташоване в префектурі Шімане регіону Тюґоку. Засноване 1 серпня 1952 року. 1 листопада 2004 року до Масуди були приєднані міста Міто й Хікімі (обидва приналежні до повіту Міно).
Масуда межує з містами Хамада, Хаґі, Івакуні, Хацукаїті та містечками Цувано, Йосіка, Кіта-Хіросіма, Акі-Ота.
В Масуді розташований аеропорт Івамі.

## Галерея

Розташування Масуди в префектурі Шімане
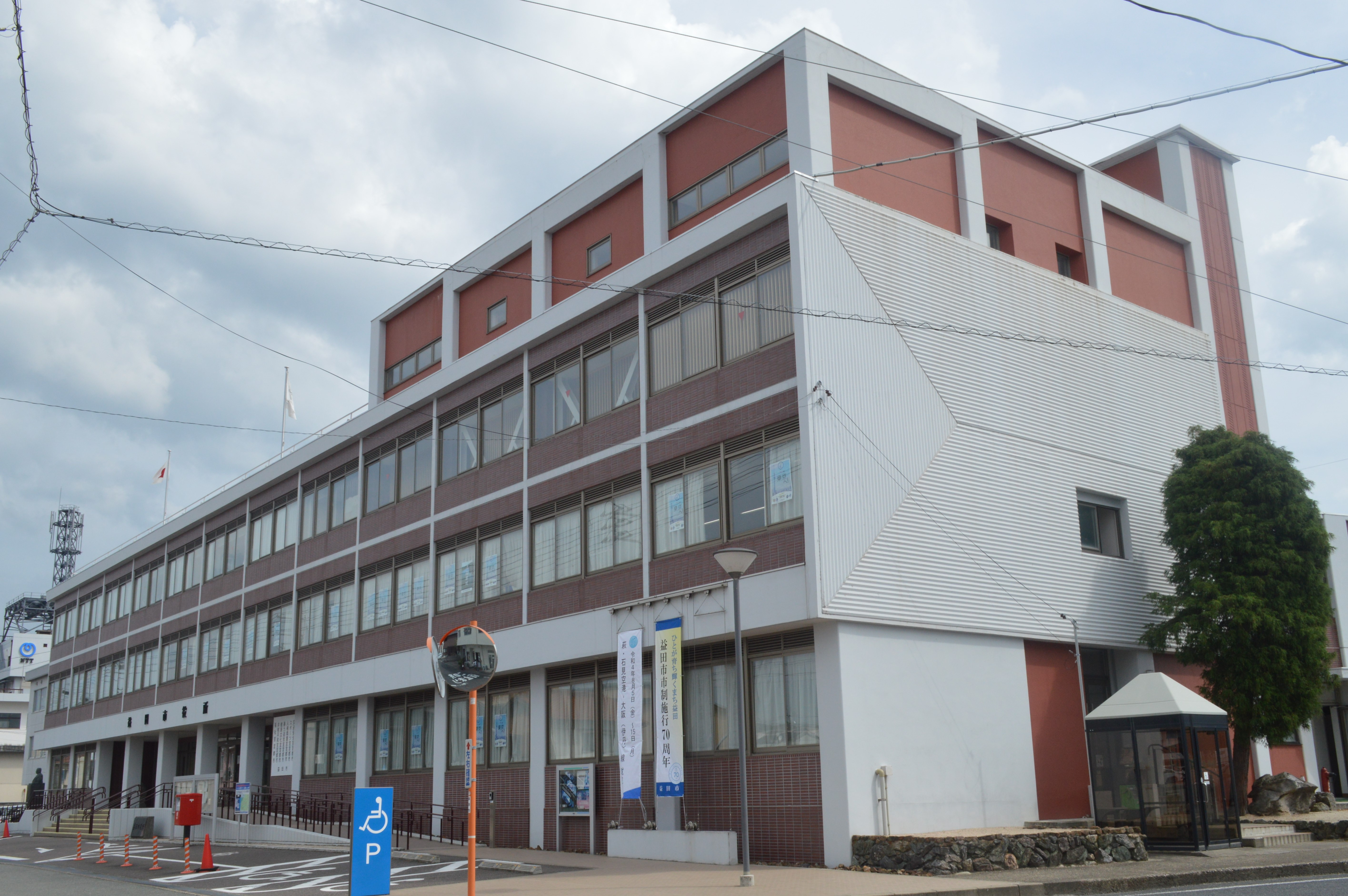
Ратуша Масуди
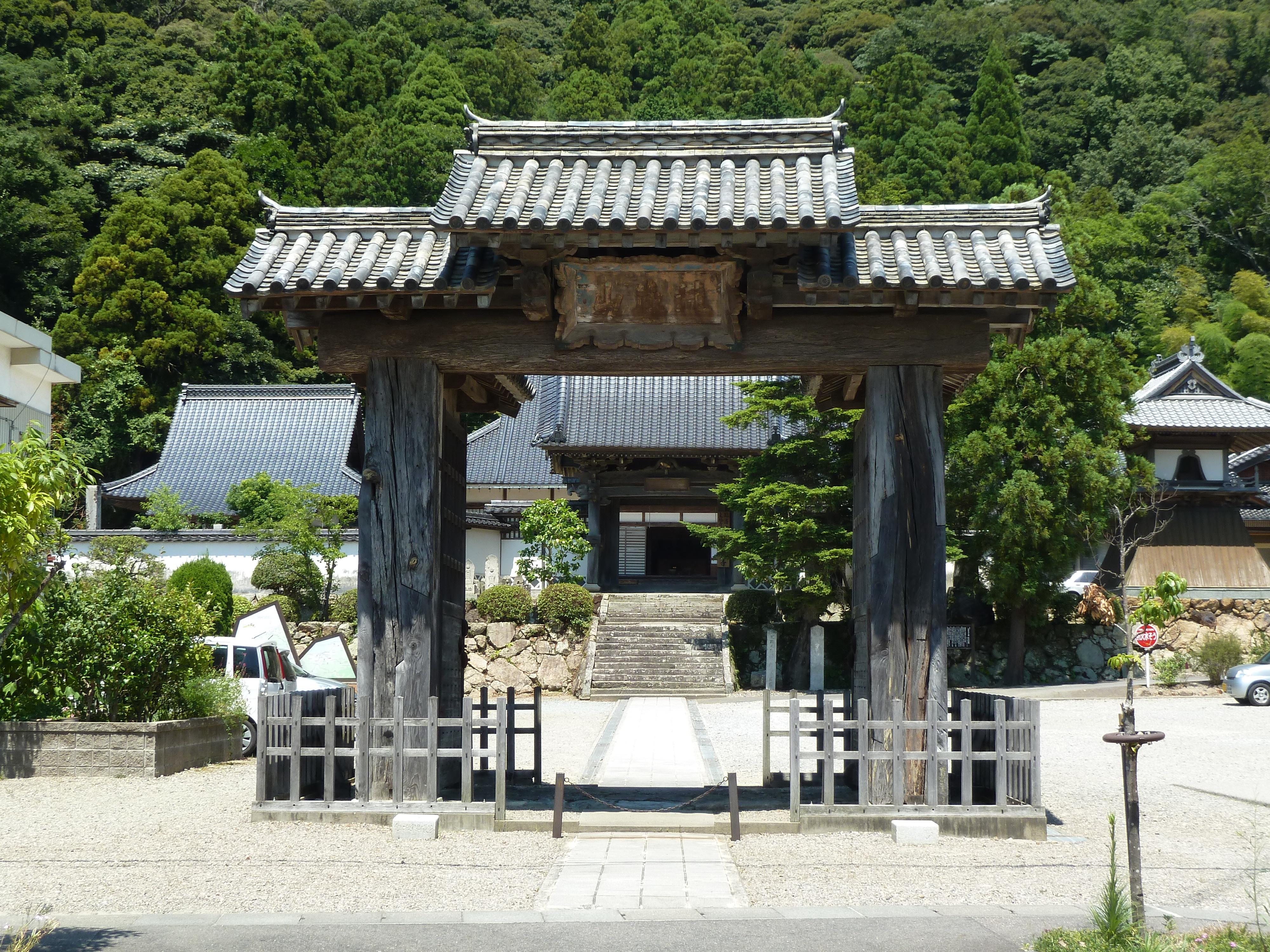
Брама храму Ікоу